# 李存敬
李存敬（9世纪—926年），后唐将领，李克用的义子。
908年正月，晋王李克用去世，其子李存勗嗣位。二月，李存颢、李存实劝说李克用之弟李克宁夺位。张承业召见李存璋、吴珙、李存敬、长直军使朱守殷，在二月二十日，伏兵在酒宴中逮捕把李克宁、李存颢等人捕杀。李存勗建立后唐，为唐庄宗，任命李存敬为云州节度使。925年，十二月壬戌，唐庄宗以前云州节度使李存敬为同州节度使。926年，唐庄宗李存勗被杀。李嗣源命令他的亲信李沖为华州都监，来应接魏王李继岌的部队。同州节度使李存敬路过华州时，李沖杀死了他，并把他的家属也全部杀掉。